# ليو ون هسيونغ
ليو ون هسيونغ (بالصينية 劉文雄: بالبينيين Liú Wénxióng)‏ (8 سبتمبر 1954 - 31 يوليو 2017)، هو سياسي مسلم من تايوان وعضو مشرع في حزب الشعب الأول، هو حزب سياسي في جمهورية الصين. في 3 ديسمبر 2005 شارك في الأنتخابات المحلية لرئاسة بلدية مدينة كي لنغ، وحصل على المركز الثالث في الأنتخابات بعدد أصوات 47932.

## روابط خارجية
- Facebook - 劉文雄 (Liu Wen Hsiung)